# Lamin Jallow
Lamin Jallow (Banjul, 18 dicembre 1995) è un calciatore gambiano, attaccante del Valmontone
.

## Carriera

### Club

#### Inizi
Dopo aver giocato in patria con Bakau United e Real de Banjul, nel luglio 2014 passa al Chievo, che lo aggrega alla formazione Primavera con cui esordisce il 30 gennaio 2015, nel pareggio per 1-1 con il Cesena. Chiude la stagione con 12 presenze e 4 gol.

#### Cittadella
Il 24 luglio 2015 passa in prestito al Cittadella, appena retrocesso in Lega Pro insieme ad Amedeo Benedetti e al connazionale Yusupha Bobb. Esordisce con i granata il 9 agosto dello stesso anno, nel 2º turno di Coppa Italia, vinto 2-0 in trasferta contro il Teramo, subentrando a gara in corso e segnando il gol del 2-0. L'esordio in campionato arriva invece il 6 settembre successivo, in casa contro il Cuneo, gara nella quale gioca per tutti i 90 minuti e segna l'1-0 al 19'. Chiude la stagione con 32 presenze e 7 gol, comprendendo anche la Coppa Italia Lega Pro e la Supercoppa di Lega Pro, contribuendo notevolmente alla promozione della squadra veneta in Serie B.

#### Ritorno al Chievo
Nel luglio 2016 ritorna per fine prestito al Chievo, in Serie A, dove fa il suo debutto nella massima serie italiana, il 28 agosto nella sconfitta per 1-0 in trasferta contro la Fiorentina. Gioca 3 partite in totale prima di andare in prestito.

#### Trapani
Il 19 gennaio 2017 passa in prestito in Serie B, al Trapani. Fa il suo esordio tra i cadetti il 28 gennaio nella vittoria per 3-1 in trasferta sul campo della Pro Vercelli, entrando al 77' e realizzando anche un gol, quello del 3-1 definitivo al 93'; al termine della stagione i siciliani non riusciranno a salvarsi, retrocedendo in Serie C.

#### Cesena
Il 29 giugno 2017 viene ceduto al Cesena con la formula del prestito con diritto di riscatto a favore della società romagnola e contro riscatto a favore dei clivensi. Debutta con i romagnoli il 6 agosto 2017 nel 2º turno di Coppa Italia, vincendo 2-1 in casa contro la Sambenedettese, giocando per 74 minuti.

#### Salernitana
Il 14 agosto 2018 viene formalizzato il suo trasferimento in prestito alla Salernitana, con diritto di opzione ed obbligo di riscatto in caso di promozione della compagine granata. Segna la sua prima rete con la maglia granata il 29 settembre successivo, decidendo grazie alla sua marcatura la sfida interna contro il Verona. Il 31 gennaio 2019, viene riscattato, firmando  un contratto fino al giugno 2023. Il 16 febbraio dello stesso anno, sigla una doppietta nella vittoria per 4-2 in trasferta contro l'Ascoli.

#### Vicenza
Il 30 settembre 2020 viene acquistato dal Vicenza; neopromossa. L'esordio con i veneti arriva il 20 ottobre successivo, nella partita casalinga contro la sua ex Salernitana, pareggiata per 1-1. Il 12 dicembre segna il suo primo gol, nel successo esterno sul Pescara (2-3).

#### MOL Fehérvár e Adanaspor
Il 12 agosto 2021 si trasferisce in prestito con diritto di riscatto al Fehérvár.
A fine stagione si trasferisce in Turchia nel Adanaspor, club militante in Lig 1.

### Nazionale
Ha esordito con la nazionale gambiana il 30 maggio 2016 in un'amichevole in casa a Bakau contro lo Zambia, finita 0-0; è stato convocato per la Coppa delle nazioni africane 2021.

## Statistiche

### Presenze e reti nei club
Statistiche aggiornate al 22 ottobre 2024.
| Stagione           | Squadra            | Campionato         | Campionato | Campionato | Coppe nazionali | Coppe nazionali | Coppe nazionali | Coppe continentali | Coppe continentali | Coppe continentali | Altre coppe | Altre coppe | Altre coppe | Totale | Totale | Totale |
| Stagione           | Squadra            | Comp               | Pres       | Reti       | Comp            | Pres            | Reti            | Comp               | Pres               | Reti               | Comp        | Pres        | Reti        | Pres   | Reti   |        |
| ------------------ | ------------------ | ------------------ | ---------- | ---------- | --------------- | --------------- | --------------- | ------------------ | ------------------ | ------------------ | ----------- | ----------- | ----------- | ------ | ------ | ------ |
| 2015-2016          | Cittadella         | LP                 | 25         | 4          | CI+CI-LP        | 2+3             | 1+0             | -                  | -                  | -                  | S-LP        | 2           | 2           | 32     | 7      |        |
| 2016-gen. 2017     | Chievo             | A                  | 2          | 0          | CI              | 1               | 0               | -                  | -                  | -                  | -           | -           | -           | 3      | 0      |        |
| gen.-giu. 2017     | Trapani            | B                  | 15         | 3          | CI              | -               | -               | -                  | -                  | -                  | -           | -           | -           | 15     | 3      |        |
| 2017-2018          | Cesena             | B                  | 36         | 11         | CI              | 2               | 0               | -                  | -                  | -                  | -           | -           | -           | 38     | 11     |        |
| 2018-2019          | Salernitana        | B                  | 34+1       | 5+1        | CI              | 0               | 0               | -                  | -                  | -                  | -           | -           | -           | 35     | 6      |        |
| 2019-2020          | Salernitana        | B                  | 22         | 6          | CI              | 2               | 0               | -                  | -                  | -                  | -           | -           | -           | 24     | 6      |        |
| Totale Salernitana | Totale Salernitana | Totale Salernitana | 56+1       | 11+1       |                 | 2               | 0               |                    | -                  | -                  |             | -           | -           | 59     | 12     |        |
| 2020-2021          | Vicenza            | B                  | 21         | 3          | CI              | 1               | 0               | -                  | -                  | -                  | -           | -           | -           | 22     | 3      |        |
| 2021-2022          | MOL Fehérvár       | NB1                | 7          | 0          | CU              | 1               | 2               | -                  | -                  | -                  | -           | -           | -           | 8      | 2      |        |
| 2022-mar. 2023     | Adanaspor          | 1L                 | 17         | 4          | CT              | 1               | 0               | -                  | -                  | -                  | -           | -           | -           | 18     | 4      |        |
| mar.-giu. 2023     | Keçiörengücü       | 1L                 | 4          | 0          | CT              | -               | -               | -                  | -                  | -                  | -           | -           | -           | 4      | 0      |        |
| 2023-2024          | CR Belouizdad      | L1                 | 15         | 1          | -               | -               | -               | CAF CL             | 8                  | 2                  | -           | -           | -           | 20     | 2      |        |
| 2024-2025          | Fidelis Andria     | D                  | 3          | 1          | CI-D            | 1               | 1               | -                  | -                  | -                  | -           | -           | -           | 4      | 2      |        |
| Totale carriera    | Totale carriera    | Totale carriera    | 202        | 39         |                 | 14              | 4               |                    | 8                  | 2                  |             | 2           | 2           | 226    | 47     |        |

### Cronologia presenze e reti in nazionale
| Cronologia completa delle presenze e delle reti in nazionale ― Gambia | Cronologia completa delle presenze e delle reti in nazionale ― Gambia | Cronologia completa delle presenze e delle reti in nazionale ― Gambia | Cronologia completa delle presenze e delle reti in nazionale ― Gambia | Cronologia completa delle presenze e delle reti in nazionale ― Gambia | Cronologia completa delle presenze e delle reti in nazionale ― Gambia | Cronologia completa delle presenze e delle reti in nazionale ― Gambia | Cronologia completa delle presenze e delle reti in nazionale ― Gambia |
| Data                                                                  | Città                                                                 | In casa                                                               | Risultato                                                             | Ospiti                                                                | Competizione                                                          | Reti                                                                  | Note                                                                  |
| --------------------------------------------------------------------- | --------------------------------------------------------------------- | --------------------------------------------------------------------- | --------------------------------------------------------------------- | --------------------------------------------------------------------- | --------------------------------------------------------------------- | --------------------------------------------------------------------- | --------------------------------------------------------------------- |
| 30-5-2016                                                             | Bakau                                                                 | Gambia                                                                | 0 – 0                                                                 | Zambia                                                                | Amichevole                                                            | -                                                                     |                                                                       |
| 4-6-2016                                                              | Bakau                                                                 | Gambia                                                                | 0 – 4                                                                 | Sudafrica                                                             | Qual. Coppa d'Africa 2017                                             | -                                                                     | 57’                                                                   |
| 3-9-2016                                                              | Limbe                                                                 | Camerun                                                               | 2 – 0                                                                 | Gambia                                                                | Qual. Coppa d'Africa 2017                                             | -                                                                     | 90’                                                                   |
| 27-3-2017                                                             | Rabat                                                                 | Rep. Centrafricana                                                    | 1 – 2                                                                 | Gambia                                                                | Amichevole                                                            | -                                                                     | 55’                                                                   |
| 11-6-2017                                                             | Cotonou                                                               | Benin                                                                 | 1 – 0                                                                 | Gambia                                                                | Qual. Coppa d'Africa 2019                                             | -                                                                     | 61’                                                                   |
| 23-3-2018                                                             | Bakau                                                                 | Gambia                                                                | 1 – 1                                                                 | Rep. Centrafricana                                                    | Amichevole                                                            | -                                                                     | 80’                                                                   |
| 8-9-2018                                                              | Bakau                                                                 | Gambia                                                                | 1 – 1                                                                 | Algeria                                                               | Qual. Coppa d'Africa 2019                                             | -                                                                     | 87’                                                                   |
| 13-10-2018                                                            | Lomé                                                                  | Togo                                                                  | 1 – 1                                                                 | Gambia                                                                | Qual. Coppa d'Africa 2019                                             | -                                                                     | 38’ 66’                                                               |
| 16-10-2018                                                            | Bakau                                                                 | Gambia                                                                | 0 – 1                                                                 | Togo                                                                  | Qual. Coppa d'Africa 2019                                             | -                                                                     | 84’                                                                   |
| 18-11-2018                                                            | Bakau                                                                 | Gambia                                                                | 3 – 1                                                                 | Benin                                                                 | Qual. Coppa d'Africa 2019                                             | 1                                                                     | 77’                                                                   |
| 6-9-2019                                                              | Bakau                                                                 | Gambia                                                                | 0 – 1                                                                 | Angola                                                                | Qual. Mondiali 2022                                                   | -                                                                     | 75’                                                                   |
| 10-9-2019                                                             | Luanda                                                                | Angola                                                                | 2 – 1                                                                 | Gambia                                                                | Qual. Mondiali 2022                                                   | -                                                                     | 15’ 63’                                                               |
| 13-11-2019                                                            | Luanda                                                                | Angola                                                                | 1 – 3                                                                 | Gambia                                                                | Qual. Coppa d'Africa 2021                                             | -                                                                     | 81’                                                                   |
| 18-11-2019                                                            | Bakau                                                                 | Gambia                                                                | 2 – 2                                                                 | RD del Congo                                                          | Qual. Coppa d'Africa 2021                                             | -                                                                     | 72’                                                                   |
| 29-3-2021                                                             | Kinshasa                                                              | RD del Congo                                                          | 1 – 0                                                                 | Gambia                                                                | Qual. Coppa d'Africa 2021                                             | -                                                                     | 46’                                                                   |
| 9-10-2021                                                             | El Jadida                                                             | Gambia                                                                | 1 – 2                                                                 | Sierra Leone                                                          | Amichevole                                                            | -                                                                     | 62’                                                                   |
| 12-10-2021                                                            | El Jadida                                                             | Gambia                                                                | 2 – 1                                                                 | Sudan del Sud                                                         | Amichevole                                                            | -                                                                     | 60’                                                                   |
| 16-11-2021                                                            | Abu Dhabi                                                             | Nuova Zelanda                                                         | 2 – 0                                                                 | Gambia                                                                | Amichevole                                                            | -                                                                     | 74’                                                                   |
| 12-1-2022                                                             | Limbe                                                                 | Mauritania                                                            | 0 – 1                                                                 | Gambia                                                                | Coppa d'Africa 2021 - 1º turno                                        | -                                                                     | 74’                                                                   |
| 4-6-2022                                                              | Thiès                                                                 | Gambia                                                                | 1 – 0                                                                 | Sudan del Sud                                                         | Qual. Coppa d'Africa 2023                                             | -                                                                     | 71’                                                                   |
| Totale                                                                |                                                                       | Presenze                                                              | 20                                                                    |                                                                       | Reti                                                                  | 1                                                                     |                                                                       |

## Palmarès

### Club

#### Competizioni nazionali
- Lega Pro: 1

Cittadella: 2015-2016 (girone A)